# Hampus Nessvold
Hampus Erik Nessvold, född 9 maj 1996 i Lanna i Kulltorps församling i Jönköpings län, är en svensk skådespelare, manusförfattare och artist.

## Biografi
Nessvold slog igenom 2016 på Sveriges Radio med programmen 22 kvadrat och Zia och Nessvold i P3 (2017–2018).
Han gav sedan ut boken Ta det som en man (2017), tillsammans med albumet Be a Man. 2018 medverkade han som gästartist på Mia Skäringers arenaturné No More Fucks to Give. Mellan 2019 och 2020 åkte han på en rikstäckande turné med enmansföreställningen Ta det som en man i regi av Mia Skäringer.
2021 medverkade Nessvold i Hur är Hampus i sängen? på Sveriges Television, en dokumentärfilm där han utforskade sin egen relation till sexualitet och pornografi via ett antal utlämnande möten och samtal. Han gav ut låten "Om du fanns" tillsammans med Melissa Horn med tillhörande kortfilm, med manus skrivet av Nessvold, medverkan av skådespelarna Cecilia Frode och Sanna Sundqvist och regi av William Spetz. Nessvold medverkade samma år även i humorserien Trevlig helg! på SVT, där han skrivit manus tillsammans med Björn Edgren. Anna Vnuk regisserade. I serien spelar Nessvold huvudrollen tillsammans med komikern och skådespelaren Johanna Nordström.Trevlig helg! på SVT blev det stora genombrottet för Nessvold med karaktärer som "Präst-Björn", "Gunnar", "Tom" och "Terese i kassan", där den senare blivit en spinoff-serie som sändes hösten 2023 i SVT. Även denna serie är skriven tillsammans med Nessvolds frekventa samarbetspartner Björn Edgren.
Nessvold har gjort humor i flera live-sammanhang, däribland Allsång på Skansen 2021 och 2023, tv-galan Världens Barn, Tolvslaget på Skansen och Ledin 70 - Jubileumsfesten i Globen.
Våren 2023 medverkade Nessvold i uppsättningen Peter Pan går åt helvete’ på Cirkus i Stockholm och på turné, i regi av Edward af Sillén och med bland andra Pernilla Wahlgren, Per Andersson, David Batra och Ola Forssmed.
Sommaren 2024 kom sex nya avsnitt i humorserien "Terese i kassan". I serien dyker bland andra Johan Glans och Lucianoz upp. Återigen är den skriven tillsammans med Björn Edgren.

## Verk

### Diskografi

#### Singlar
- "Thinking Out Loud", 2014
- "Harder Faster", 2016
- "Soundtrack of My Life"[11], 2018
- "Inga kläder", 2020
- "Om du fanns"[12] feat. Melissa Horn, 2021

#### Album
- Be a man[13], 2017

### Radio
- 22 kvadrat,[15] SR P3, 2016-2018 (även manus tillsammans med William Spetz och Linda Ulfhielm)
- Tänk till snackar stress, UR/P3, 2016
- Hampus gör sommaren, SR P3, 2016-2018
- Zia och Nessvold i P3,[16] SR P3, 2017-2018 (programledare och manusförfattare tillsammans med Oscar Zia)
- Exorcismen i Eksjö, Sveriges Radio Drama, P3, 2020

### TV
- Tänk till snackar stress,[17] UR och SVT, 2016
- Hampus gör sommaren[18], webb-tv, 2016-2018
- Påhittad manlighet[19], SVT/UR, 2019
- Så ska det låta[20], SVT, 2020
- Sommaren med släkten[21], säsong 5, Kanal 5, 2021
- Trevlig helg!, SVT, 2021–22
- Allsång på Skansen[22] (SVT), 2021
- Hur är Hampus i sängen, SVT, 2021
- Solsidan. Säsong 7 (TV4), 2021
- Tillsammans för Världens Barn (SVT), 2021
- Tolvslaget på Skansen (SVT), 2021
- Ledin 70 - Jubileumsfesten[23] (TV4), 2022
- Alla vi Karlssons[24] (SVT), 2022
- Allsång på Skansen[25] (SVT), 2023
- Terese i kassan[26] (Premiär 27/10-23) (SVT), 2023
- Trevlig Julhelg (Premiär dec 2023) (SVT), 2023
- LOL: Skrattar bäst som skrattar sist, 2024
- Sommaren med släkten. Säsong 7 (Kanal 5), 2024
- Familjen Andersson. Säsong 2 (SVT), 2024
- Nya Noa Nyman (SVT), 2025

### Filmografi
- 2017 – Jag vill inte slåss,[27] UR (kortfilm)
- 2020 – Gräset är alltid grönare (kortfilm)

### Teater
| År   | Roll                             | Produktion                                       | Regi              | Teater                      |
| ---- | -------------------------------- | ------------------------------------------------ | ----------------- | --------------------------- |
| 2018 | Gästartist                       | Avig Maria - No More Fucks to Give Mia Skäringer | Helena Bergström  | Sverigeturné                |
| 2019 | Upphovsman                       | Ta det som en man Hampus Nessvold                | Mia Skäringer     | Sverigeturné                |
| 2021 | Jonny                            | Eufori Malin Axelsson                            | Malin Axelsson    | Östgötateatern/ Riksteatern |
| 2023 | Max                              | Peter Pan går åt helvete                         | Edward Af Sillén  | Cirkus/turné                |
| 2023 | Medverkande                      | Just idag mår jag bra                            | Vera Prada        | Turné                       |
| 2024 | Teodor Gråström, tagen av Thalia | Ett resande teatersällskap Andreas T. Olsson     | Andreas T. Olsson | Sundspärlan                 |

## Priser & utmärkelser
- Det svenska humorpriset, ’’Årets humorprogram’’[30] för Trevlig helg, 2021

- Det svenska humorpriset. ’’Årets humorpodd’’[31] för Skäringer & Nessvold, 2023